# Histoire du mobilier français
 (septembre 2021).
 (février 2011).
L'histoire du mobilier français est relativement riche, du fait des influences étrangères et des modes locales qui l'ont modelée.

## Le style Moyen Âge
Peu de meubles du Moyen Âge nous sont parvenus car beaucoup ont été brûlés, démantelés, ou non conservés (en raison de leur fabrication en matériaux périssables) mais aussi parce que le mobilier est assez limité à l’époque : en effet, sièges, lits, tables et coffres constituent l’essentiel de l’ameublement. Jusqu’à la Renaissance, le confort domestique fut négligé.
« Au XIIe et XIIIe siècles, les meubles se composent d'une armature massive de montants et de traverses assemblés à tenons et mortaises chevillés, sur laquelle sont appliqués en feuillure panneaux et portes. Ceux-ci sont constitués par des planches (ais) très épaisses (jusqu'à 10 cm) disposées à joints vifs (à plats joints), c'est-à-dire juxtaposées ou bien assemblées à grain d'orge (taillé en V). Elles sont maintenues solidaires par des traverses entaillées et clouées ou par des bandeaux de fer appelés pentures ». À partir du XIIIe siècle, l'assemblage d'ais moins épais par embrèvement (rainure et languette, queue-d'aronde) se généralise. Ils « acquièrent ainsi une certaine souplesse, notamment en cas de variations hygrométriques. Le meuble gagne en solidité comme en légèreté ».

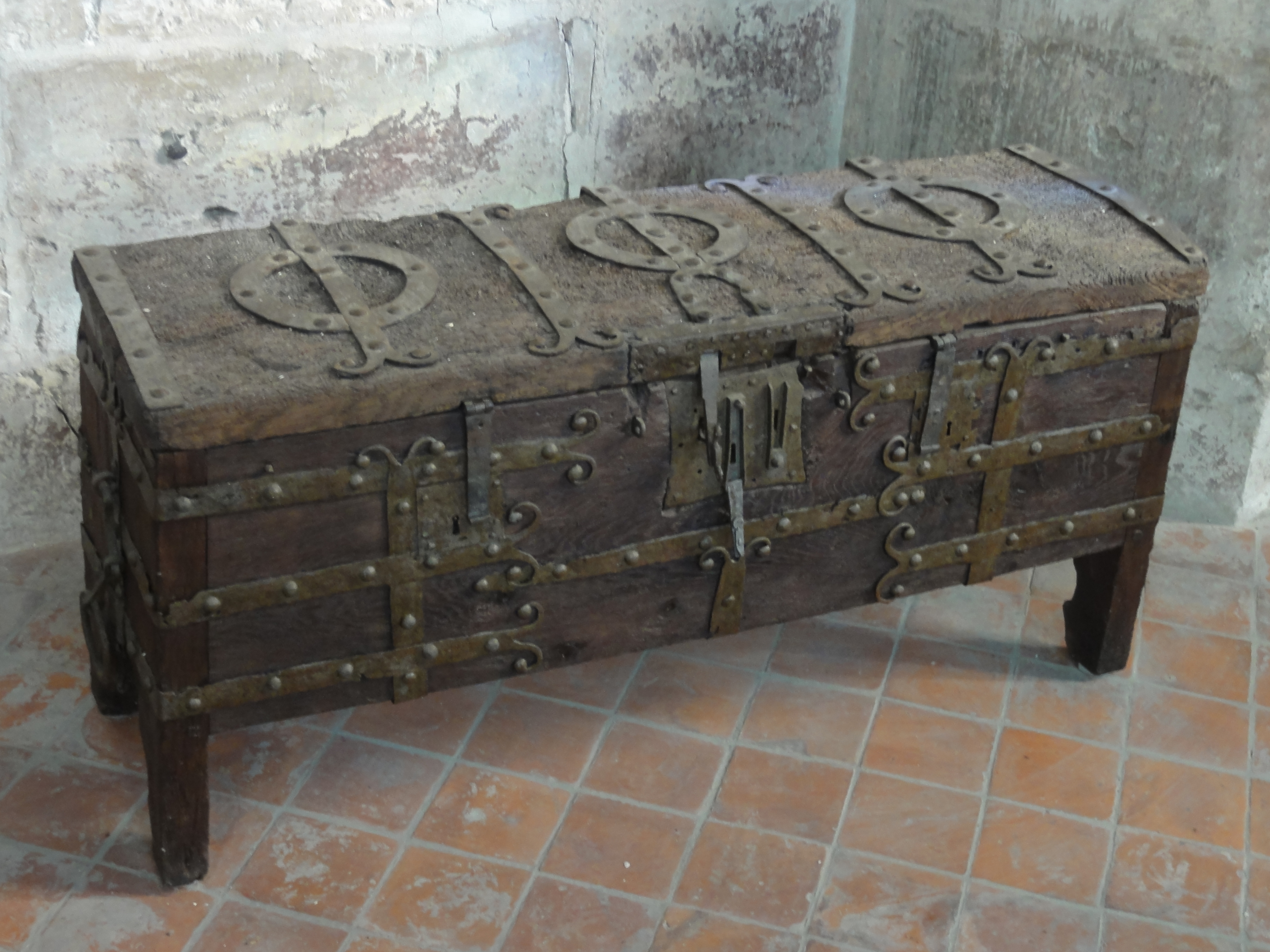
Coffre médiéval (église Saint-Étienne de Beauvais).

Le gothique commence à supplanter le style roman vers le milieu du XIIe siècle en Île-de-France. Mise à part l'Italie, le gothique se développe dans toute l’Europe jusqu’à la fin du XVe siècle, avec des variations nationales bien plus marquées que dans le style roman. Son influence est très clairement perceptible dans le domaine du mobilier, fortement architecturé.
Au Moyen Âge, les nobles changeaient souvent de lieu de résidence, emportant avec eux tous les objets de valeur qu’ils possédaient, ainsi qu'une partie de leur mobilier : ce dernier était donc conçu pour être facilement démonté et transporté.
Des coffres de voyage, couverts de cuir ou parfois de toile peinte et appliquée, servaient à transporter habits, tapisseries, étoffes, coussins, couvre-lits, orfèvreries précieuses, linge, articles de toilette et petit mobilier. Ces coffres étaient munis de serrures et poignées et ne possédaient en règle générale pas de pieds.
Les meubles les plus grands, massifs et de construction assez grossière, et donc de moindre valeur, étaient souvent laissés dans les châteaux. Dans cette catégorie, on trouve essentiellement :
- des tables : longues, à dessus amovible et support de tréteaux, parfois en fer, et pliantes ;
- des lits : ils sont constitués de châssis en bois et entourés d’épais rideaux censés isoler ses occupants des courants d’air et leur assurer une certaine intimité ;
- des armoires ;
- des bancs.

Le mobilier gothique est solide, massif et d’aspect sévère. Les formes communément employées sont rectilinéaires à dominante verticale. L’usage de lignes courbes est réservé aux sièges pliants en forme de X, dont la forme s'inspire du siège curule romain.
Au nord des Alpes, les surfaces du mobilier gothique sont la plupart du temps sculptées. Les ornements utilisés dérivent généralement de l’architecture et reproduisent le travail des maçons.
Les motifs utilisés sont :
- les feuillages : arbres, persil, chou, cresson ou pampres de vigne ;
- les fenestrages : copiés des fenêtres gothiques ;
- et, le plus souvent, le parchemin plissé, notamment pour les panneaux, qui se décline en nombreuses variantes.

Le mobilier médiéval conservé est infiniment rare. La connaissance que nous en avons aujourd’hui est par conséquent très largement tributaire des représentations d’intérieurs trouvées dans les manuscrits enluminés, les bas-reliefs en bois, en ivoire ou en pierre sculpté, et les comptes et inventaires d’époque. Ainsi est-il possible d’établir que l’ameublement de la grande salle des châteaux, utilisée principalement pour les repas et les fêtes, était constitué de tables et bancs de tous genres, de la chaire du maître de maison, de coffres, d’armoires, parfois d’un buffet ou dressoir servant à exposer des orfèvreries de grande valeur ou autres trésors. Des étoffes aux couleurs vives venaient également agrémenter les meubles et des coussins étaient placés sur les sièges et particulièrement sur les coffres pour apporter un vague sentiment de confort et de luxe.
Au Moyen Âge, la chaire était le symbole du pouvoir et son usage réservé au maître de maison et à ses invités de marque. Il est généralement accepté que ce type de siège médiéval tient son origine dans le coffre auquel on aurait ajouté des panneaux sous forme d’un dossier et de côtés. Étant donné que les chaires étaient emblématiques du pouvoir de l’État, celles-ci, d’apparence massive, étaient richement sculptées.
Dans la maison médiévale, le coffre occupait une place primordiale dans l’ameublement. Aucun autre type de meuble ne pouvait le remplacer. Outre ses fonctions de stockage et de transport, il servait aussi de siège, de lit, de table, et dans la cuisine il se transformait en huche dans laquelle le pain était pétri puis, une fois cuit, conservé.

## Le style Renaissance
De même que l’architecture gothique n’avait eu que peu d’influence sur l’Italie, de même les principes de la Renaissance ne furent que très progressivement adoptés au nord des Alpes, cela étant principalement dû à la vitalité du style gothique flamboyant finissant. Quand la Renaissance italienne commença à s’implanter en Europe, c’est-à-dire dans la deuxième moitié du XVe siècle, elle toucha d’abord la France, toujours encline à explorer de nouvelles formes d’expression artistique. Son introduction en France, comme dans les Flandres ou en Allemagne, était premièrement le fait des princes et des nobles. Les nouveaux motifs décoratifs concernèrent ainsi avant tout le domaine profane au détriment de la sphère sacrée.
Si, à bien des égards, le style François Ier demeure fidèle aux structures médiévales, il abonde, en revanche, en motifs d’un type italien revisité par le goût français. Le médaillon est un élément typique de ce style. Représentant un buste ou une tête, de profil ou de face, d’un homme ou d’une femme, en bas- ou haut-relief, le médaillon est placé dans un cadre, généralement circulaire, composé soit d’une couronne feuillagée soit d’une simple moulure. Le type d’ornement connu sous le terme de grotesques, inspiré des fresques réalisées par Raphaël dans les Loges du Vatican, envahit les surfaces des meubles panneautés, à savoir la façade des coffres (cassone), les sièges, remplaçant ainsi les motifs de parchemin plissé, de fenestrages et d’autres décors gothiques. L’ensemble des ornements donne une impression de grande variété, de vie et de capricieuse inventivité.
À la fin du règne de François Ier, le style franco-italien fut assez rapidement supplanté par un style plus pur appelé Henri II et qui s’étendit de 1547 à 1589. La structure des meubles changea en accord avec les principes de la Renaissance et l’on perfectionna l’ornement. Les pilastres ne sont plus décorés de grotesques, mais présentent un fût unifié muni d’une base et d’un chapiteau. Le siège qui avait conservé son aspect massif sous le règne de François Ier, entame une évolution vers le siège à façade et côtés ouverts et à dossier bas. Ses pieds sont de section carrée ou en colonne avec moulures suggérant la base et le chapiteau, et joints, pratiquement à même le sol, par une importante entretoise.
Le véritable enthousiasme dont fit preuve la France pour le mobilier italien de la Renaissance, connu pour ses lourdes sculptures et son aspect architectural, est à l’origine d’un certain air de famille entre les productions des deux pays, surtout dans la seconde moitié du XVe siècle quand l’influence italienne devint dominante. Les gravures de Du Cerceau, qui introduisit nombre de nouveaux modèles de meubles, attestent de cet état de fait. Le noyer était le bois à la mode dans les deux pays et les ornements d’inspiration antique – termes, mufles de lion, caryatides, dauphins, masques, pilastres, acanthes, etc – dérivent tous d’un vocabulaire commun.

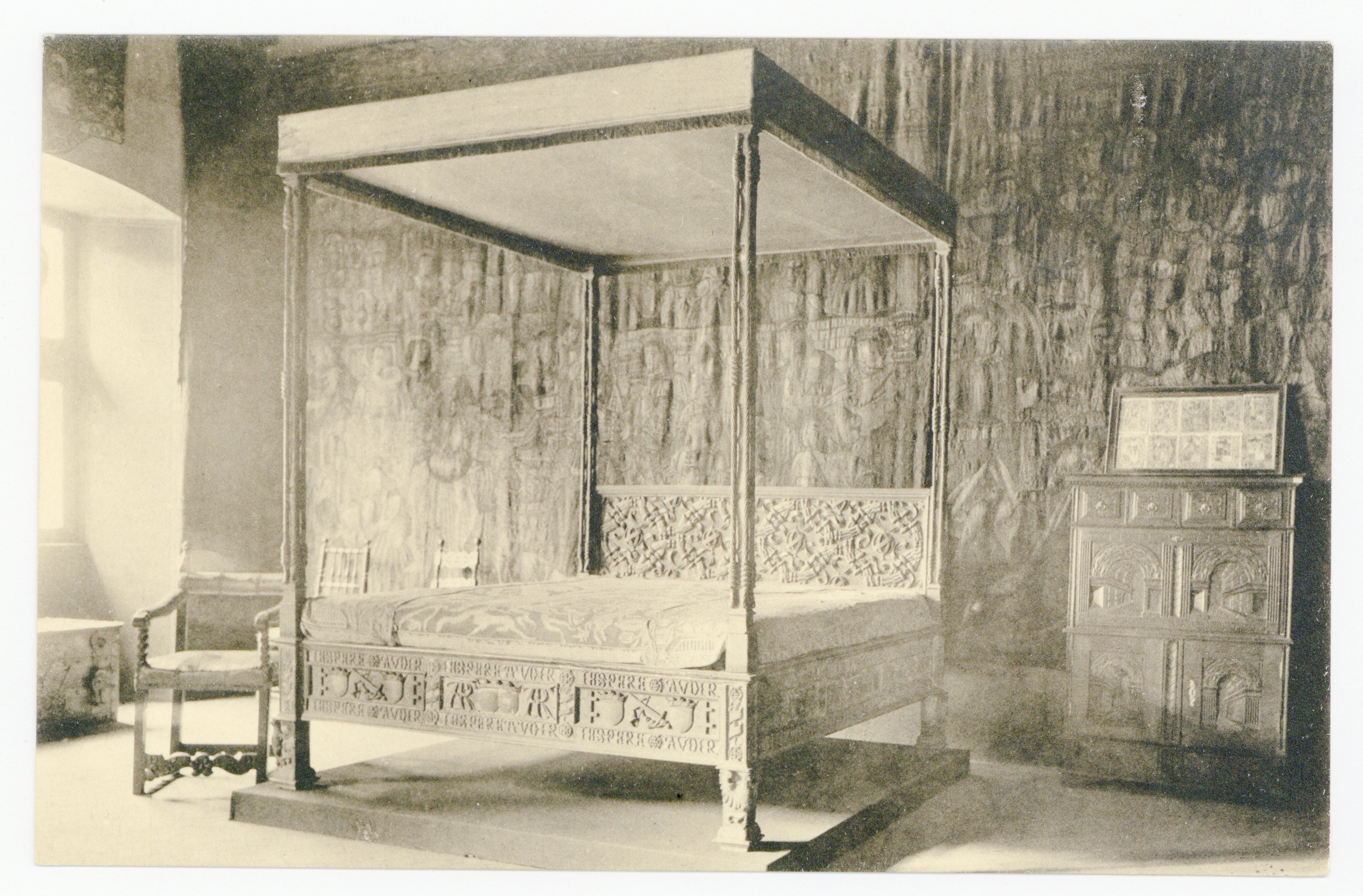
Lit à piliers (ou à colonnes) (vers 1515) provenant du palais ducal de Nancy, France.

Les recueils d’ornements français et hollandais publiés dans la seconde moitié du XVIe siècle illustrent le type de lit le plus courant à cette époque. Le ciel de lit n’est plus fixé au plafond, comme c’était la coutume à l’époque gothique, mais est supporté par quatre montants, parfois ornés de figures sculptées.
Aucun meuble n’est plus emblématique du style de l’Île-de-France que l’imposante et riche armoire à deux corps en noyer, dont la largeur et la profondeur de la partie supérieure sont légèrement moindres que celles de la partie inférieure, et dont le couronnement présente un aspect triangulaire, parfois arqué, très souvent brisé. Servant de décor sur les panneaux des vantaux, les sculptures de figures nues représentant des divinités antiques rappellent, dans leur subtile finesse, la gracieuse élégance des sculptures en pierre de Jean Goujon. Parfois le décor des armoires à deux corps est également rehaussé de plaques de marbre. D’aspect fortement architectural, l’armoire révèle l’influence de Pierre Lescot, Jean Bullant et Philibert Delorme, tout en incarnant à la perfection les plus hautes qualités de l’artisanat français de la Renaissance. Le dressoir en noyer, héritier du dressoir gothique, est un autre type de meuble présentant les mêmes caractéristiques : il est composé d’un corps rectangulaire horizontal à deux vantaux sur piètement ouvert.
Le règne d’Henri IV (1589-1610) signifia l’accession au trône de France de la dynastie des Bourbons et un renouvellement dans le développement culturel du pays. Les Bourbons considérèrent en effet l’art comme un facteur essentiel contribuant à la dignité et au prestige de l’État.

## Le style Louis XIII
Le style Louis XIII couvre approximativement la première moitié du XVIIe siècle et annonce le style Louis XIV. Il subit de nombreuses influences étrangères (espagnoles, flamandes et italiennes) et, de ce fait, n'a pas un véritable caractère national.
Le mobilier Louis XIII est caractérisé par des lignes droites, ce qui peut lui donner un aspect sévère, tempéré toutefois par la richesse de la décoration. Les pieds sont parfois en forme de colonne, s’élevant d’un châssis carré à boules, mais la plupart des exemplaires conservés présentent un piètement en balustres ou à décor tourné, relié par une entretoise en forme de H, avec les pieds antérieurs joints, dans la partie supérieure, par une traverse de renfort supplémentaire d’aspect décoratif.
Autres meubles en vogue, les cabinets, très souvent en bois précieux (ébène) se distinguent par leurs lignes simples, leur structure carrée et massive. Ornements feuillagés et floraux gravés y prennent souvent place autour de scènes aux sujets principalement religieux et mythologiques, au relief peu marqué. L’exubérance du décor fait clairement état d’une origine flamande ou, du moins, d’une reproduction servile d’un type flamand par des artisans français.

Dans le domaine des arts décoratifs, la période Louis XIII se distingue par l’introduction en France de mobilier de luxe de provenance étrangère, clef d’un mode de vie plus raffiné, et par l’abandon du goût français face aux influences venant de l’extérieur, des Pays-Bas, d’Allemagne et d’Espagne. Celles venues d’Italie étaient essentiellement le résultat des importations de produits italiens par le cardinal Mazarin qui s’entourait d’un luxe peu commun en France jusqu’à cette époque. Des artisans étrangers vinrent en France et étaient logés au Louvre, comme le fameux ébéniste hollandais Pierre Golle et les Italiens Domenico Cucci et Philippe Caffieri. Un Français, Jean Macé de Blois, qui se forma aux Pays-Bas et qui travailla pour la Couronne, est bien connu en tant que créateur de l’école française de marqueterie, dans laquelle André Charles Boulle se distingua particulièrement.

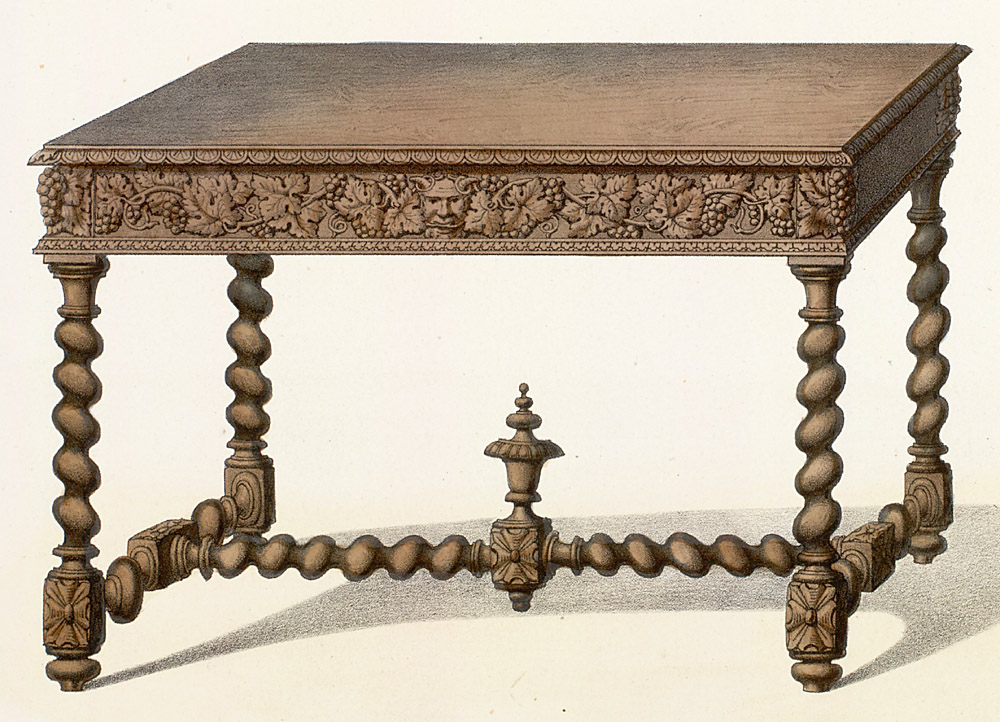
Table
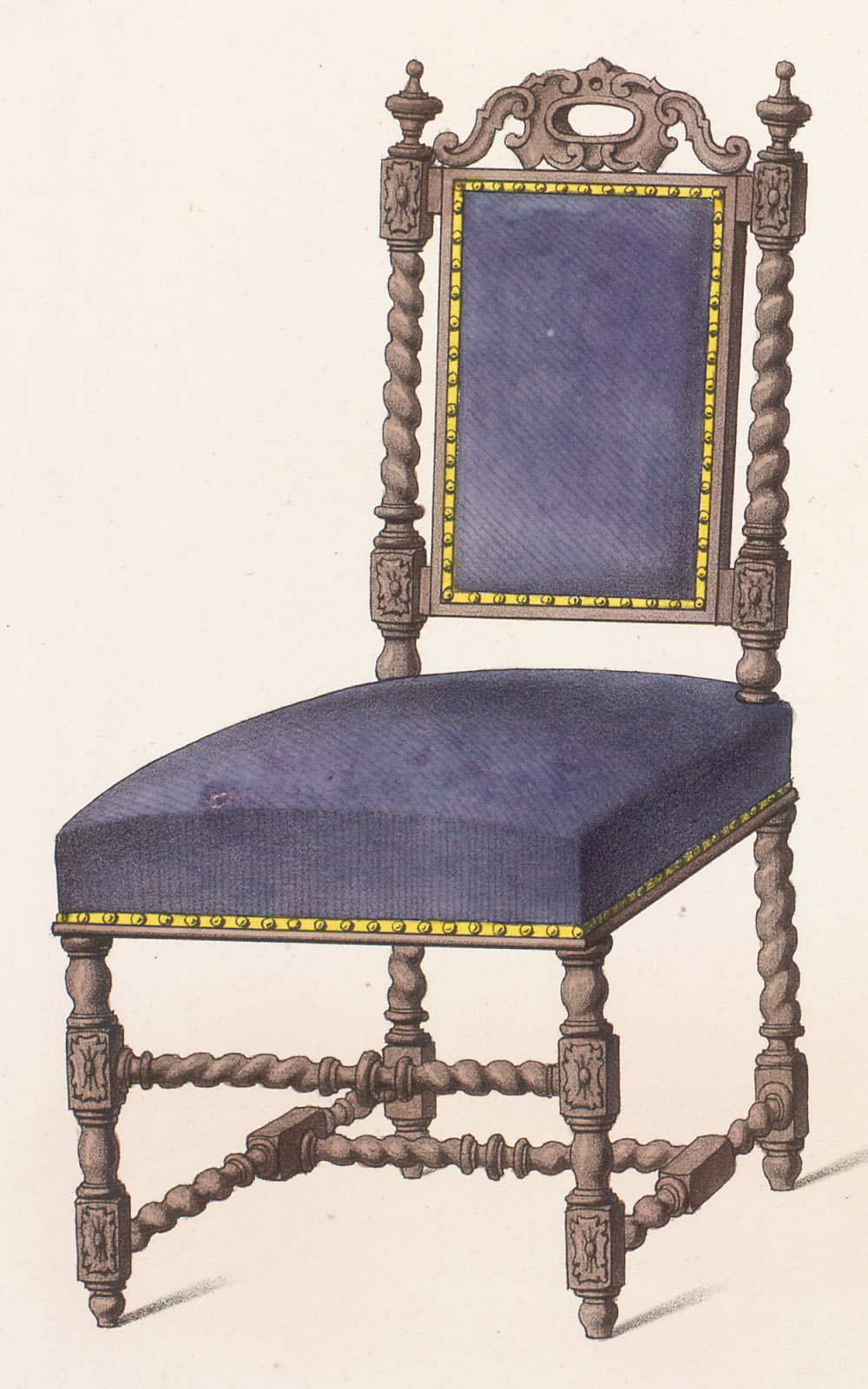
Chaise

## Le style Louis XIV
Le style Louis XIV, baroque malgré son classicisme solennel et héroïque, est clairement de nature royale, triomphal et majestueux. Il atteint sa pleine maturité entre 1685 et 1690, sous l’égide de Charles Le Brun, qui décora la Galerie des Glaces à Versailles, et de Colbert, qui acheta, pour le compte de la Couronne, la manufacture des Gobelins en 1662, et y organisa, sous le nom de Manufacture Royale des Meubles de la Couronne, la production de mobilier destiné aux maisons royales.
Le travail de Boulle témoigne de l’excellence de l’artisanat et de l’ébénisterie sous le règne de Louis XIV. En adoptant le style idéal de Le Brun et en puisant dans le répertoire classique, il crée des meubles empreints de la grandeur qui caractérise le XVIIe siècle français. Ce fameux artisan a par ailleurs donné son nom à la technique qu’il élabora, à savoir un type particulier de marqueterie composée d’écaille de tortue de laiton, d'émaux et d'ivoire. Le jeu de la lumière sur la surface, allié à la grande variété des galbes et courbes des meubles produits selon cette technique, permet de mettre admirablement bien en évidence la richesse des matériaux employés. Cabinets, armoires, bureaux plats, coffres de mariage sur piètement – dont le serre-bijoux dérive –, commodes, pendules, gaines et miroirs, sont les habituels supports de la technique Boulle, considérée comme l’expression la plus parfaite du style Louis XIV. L’admirable unité existant entre les bronzes dorés et la marqueterie n’a jamais été surpassée. À la fin du XVIIe siècle et au début du XVIIIe siècle, les compositions Boulle étaient souvent empreintes du style du grand ornemaniste Jean Bérain qui, de concert avec Pierre Lepautre, apporta une nouvelle vivacité dans les arts décoratifs, les libérant du classicisme solennel de Le Brun, et ouvrit la voie vers le style Régence.
Aucun type de meuble ne personnifie mieux les caractéristiques du Louis XIV et de la période que le sévère fauteuil rembourré, imposant dans son immobile force. Plusieurs éléments contribuent à l’impression de grandeur qui s’en dégage, notamment son dossier rectangulaire, légèrement incliné, entièrement recouvert d’étoffe et excessivement haut, sa large assise, ses accotoirs se terminant par une volute et ses pieds solidement liés par une lourde entretoise en H ou en X. Le piètement est tour à tour constitué de balustres en bois tourné, d’éléments en forme de gaine ou d’enroulements.
Les lits monumentaux sont également caractéristiques du style Louis XIV. Leurs quatre grands montants (lit à colonnes) servent de support aux étoffes et aux nombreux rideaux qui sont autant de garanties contre le froid et les courants d’air. Étant donné que les lits étaient considérés comme le plus important signe extérieur de richesse, le choix des étoffes frisait souvent l’extravagance.
Sous le règne des Bourbons, les consoles et autres tables sculptées et dorées avec leur dessus de marbre deviennent sans conteste les pièces du mobilier privilégies sur le plan de la richesse décorative.
Les grands guéridons en bois finement sculpté et parfois doré, aussi appelés torchères, étaient souvent conçus ensuite avec les consoles dorées et les miroirs. Le modèle de base est constitué d’un plateau circulaire, d’un fût central et d’un piètement généralement tripode.
Pourtant, de toutes les pièces de mobilier introduites à cette époque, c’est la commode qui est destinée à la carrière la plus brillante. Créée dans les années 1690, elle est généralement conçue avec trois ou deux rangs de tiroirs.
Les grandes armoires Louis XIV, également de plan rectangulaire, munies de deux imposants vantaux, sont sommées d’une corniche saillante presque toujours horizontale et présentant une mouluration complexe.

Dans les dernières années du XVIIe siècle, le style Louis XIV s’essouffle rapidement et laisse place au germe d’un nouveau style, dont témoignent les travaux d’ornemanistes comme Jean Bérain sous l’influence du rococo naissant, et qui s’était déjà considérablement imposé avant la mort du grand monarque en 1715.

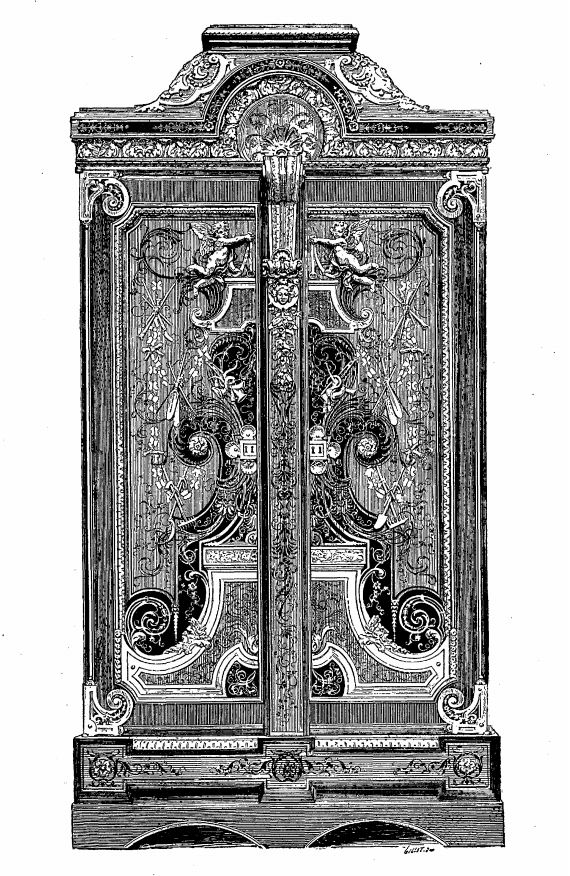
Armoire Louis XIV d'André-Charles Boulle
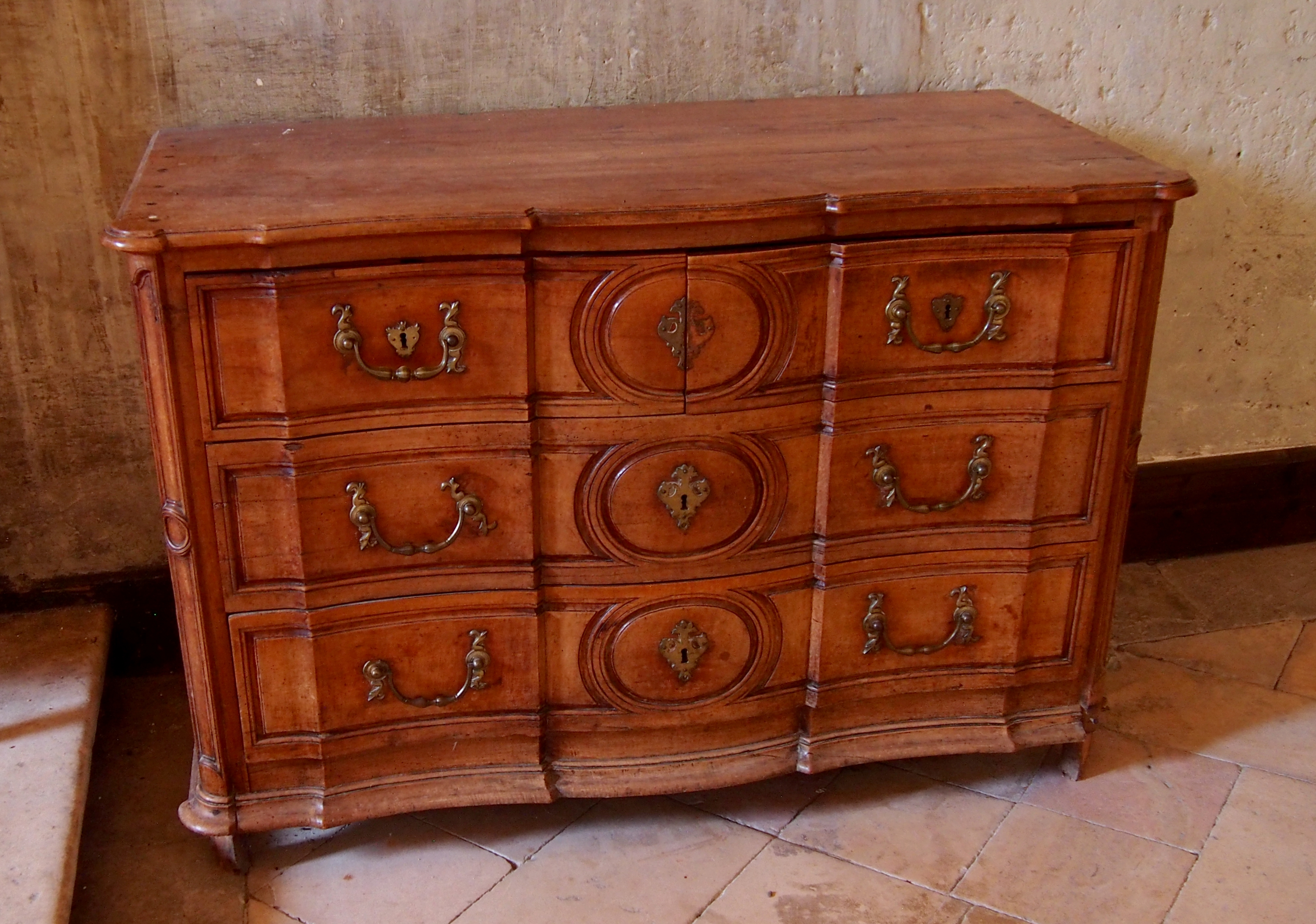
Commode Louis XIV Chartreuse de Saint-Sauveur

## Le style Régence
Les principaux matériaux utilisés pendant la Régence sont le chêne, le hêtre, le noyer, le sapin, le peuplier, le poirier noirci, les bois exotiques, asiatiques et africains importés par la compagnie des Indes.
Le placage, la marqueterie, la dorure à feuille d’or et les bronzes dorés au mercure sont les techniques classiques de cette période.
- Les tables sont plus petites qu'avant et maniables : l'entretoise est progressivement supprimée. Elles sont souvent en bois massif ciré.
- La table de toilette fait son apparition.
- Les consoles d’appliques, les consoles de milieu.
- Les bureaux : ils se généralisent et sont souvent en bois noirci, le plateau droit cerné de bronze recouvert d'un maroquin, pieds galbés et décor en bronze.
- Les buffets : le buffet à deux corps, le buffet vaisselier. Lorsqu'ils sont bas on les appelle « bas d'armoire ». Ils s'ouvrent par deux vantaux moulurés et sculptés. Ils ont généralement deux tiroirs en ceinture. Leurs pieds sont courts et cambrés.
- Les commodes : en tombeau (ou à la Régence). Commode à l’arbalète (Cressent, galbe dans le prolongement des pieds).
- Les sièges : les dossiers sont moins imposants que sous Louis XIV et sont cintrés, les montants latéraux sont mouvementés, les consoles d'accotoirs sont en retrait des pieds avant. L'ajout de manchettes garnies sur les accotoirs se généralise. Les pieds sont cambrés et ne sont plus reliés par une entretoise. La tapisserie prend moins d'importance, les traverses du dossier et de l'assise sont apparents et sculptés (motifs de style rocaille : coquilles et feuilles d'eau).
- Les fauteuils.
- Les bergères à oreilles (apparition vers 1720-1725).
- Les chauffeuses.
- Les tabourets.
- Les banquettes d’applique, canapé, la chaise longue.
- Les armoires : grandes, hautes et uniquement en bois massif. La façade peut être galbée, la traverse est chantournée et ornée de motifs légers. Les panneaux sont asymétriques dans le sens de la hauteur.
- Les voyeuses ou ponteuses : chaises sur lesquelles on s'assied à califourchon pour regarder les gens jouer ou discuter.
- Les miroirs.
- Les pendules.

## Le style Louis XV
Le style Régence a donné naissance à l’un des styles les plus imaginatifs de l’histoire des arts décoratifs, connu sous le nom de rocaille ou rococo. Celui-ci diffère essentiellement du baroque par sa légèreté et son horreur de la symétrie. Le rococo, avec son penchant pour le caprice, était massivement employé par les artisans français de 1720 à 1755-60 environ.
Une imagination débridée est à la base de ce nouveau style décoratif, dans lequel les motifs dominants sont rochers, coquilles, fleurs et feuillages. Les maîtres mots sont contraste et asymétrie. À partir de 1730, le mouvement s’accélère et trouve une plus large diffusion grâce aux œuvres d’ornemanistes tels Gilles-Marie Oppenord et Jules Aurlèle Meissonnier, tous deux auteurs de dessins aux formes les plus extravagantes. Parmi les ébénistes les plus fervents du rococo, figure nécessairement Gaudreaus, l’un des artisans phare de l’époque auprès duquel la Couronne passait de nombreuses commandes.
Dans un second temps, quand le style Louis XV atteint sa maturité autour des années 1750, le rococo évolue vers un certain assagissement dans les formes et surtout vers une réelle simplification de ses motifs traditionnels. Libéré de ses premières exagérations et de l’agitation qui le caractérisait, le style adopte des courbes plus amples au rythme plus calme. Certains artisans travaillant dans ce pur style Louis XV, ont produit quelques-uns des chefs-d'œuvre du mobilier français. Le plus connu des ébénistes de cette époque est probablement Jean-François Oeben, dont l’apprenti n’est autre que le célèbre Jean-Henri Riesener, chantre du futur style Louis XVI, peut-être le plus grand artisan de tous les temps. D’autres noms fameux sont Joseph Baumhauer, Lacroix, Jacques Dubois, Saunier, Jean-François Leleu et Bernard Van Riesenburgh.
Au XVIIIe siècle, l’idée conjointe du confort et de l’intimité, jusqu'alors inconnue, devient capitale. Les conséquences de ce changement dans les mentalités sont d’abord la réduction de la taille des pièces d’habitation, puis l’adaptation du mobilier à ce nouvel espace. L’accent est mis non plus sur la grandeur, mais sur la nécessité de créer un environnement à la mesure de l’homme, conscient de ses besoins. Ainsi, grâce à une série de progrès techniques, des meubles à combinaison sont de plus en plus appréciés et employés. Ces pièces de mobilier à fonctions multiples, qui peuvent se transformer en table de toilette, à écrire ou à ouvrage, font partie des grands succès de l’ébénisterie du XVIIIe siècle.
S'agissant du siège, les éléments qui le composent paraissent se couler les uns dans les autres, sans la moindre interruption de la ligne sinueuse qui devient englobante. Les châssis des chaises sont généralement agrémentés de riches sculptures de fleurettes, feuillages et coquilles. Le type de siège le plus caractéristique du Louis XV est la bergère, un large et profond fauteuil à dossier enveloppant dit en gondole.
Les canapés se déclinent en une grande variété. L'un d'eux, appelé marquise, est simplement un fauteuil élargi. D'autres sont conçus pour accueillir trois personnes. Le canapé en forme de corbeille connaît une large diffusion. Les formes qu’affectent les lits de repos sont également très variables, ainsi la duchesse, qui se distingue par son dossier en forme de gondole.
Dans le domaine des lits, celui à colonnes du siècle de Louis XIV disparaît et laisse place aux lits à la duchesse et à la polonaise.
Dans l’extraordinaire profusion de tables produites au XVIIIe siècle, certains éléments apparaissent comme des constantes, à savoir, principalement, les pieds galbés. Les tables de moyenne et petite dimension révèlent également tout le raffinement obtenu par les artisans de l’âge d’or de l’ébénisterie française. La variété semble ne pas avoir de limite : vide-poche, serre-bijoux, chevet, tables à ouvrage, tricoteuses, chiffonnières… Les pièces servant à l’écriture ne sont pas en reste. Les modèles les plus simples et courants de ces tables sont le grand bureau plat et le bureau à cylindre, invention du milieu du siècle, probablement due à Oeben. À côté de ces bureaux à usage masculin, les ébénistes créent des meubles plus féminins, des bureaux du plus grand raffinement, ornés de marqueterie et de bronze, comme le bonheur du jour. Le grand et rigide secrétaire avec abattant découvrant des tiroirs est, quant à lui, introduit vers 1750.
À la même époque, un nombre de plus en plus grand de bois indigènes et exotiques inondait le marché. Les artisans disposaient par conséquent d’une palette très large de bois de placage différents afin de créer des marqueteries complexes, souvent de motifs floraux, mais parfois également sous la forme de trophées, de paysages et de représentations réalistes d’ustensiles domestiques. L’enthousiasme pour les laques orientales permit également aux ébénistes de les adapter au mobilier, en encastrant soit des panneaux d’importation soit des copies européennes dans des encadrements en bronze doré.
Dès le milieu des années 1740, les artisans du bois estampillent leur production – ou sont censés le faire – sous les marbres des commodes, sur le revers de la ceinture de chaises et de tables ou dans un endroit assez invisible pour que la marque ne dérange pas l’unité esthétique de l’objet.
Depuis le début du rococo des voix s’étaient élevées contre l’asymétrie et l’usage abondant de courbes sinueuses. Certains estimaient en effet que ce style était indigne de la nature française, toujours encline à la modération et à la retenue. Finalement, à la suite de la découverte d’Herculanum et de Pompéi, une énorme vague d’enthousiasme pour l’antique vint progressivement balayer, autour des années 1755-60, le style Louis XV en faveur de ce qui allait devenir le nouvel idéal néo-classique auquel le règne de Louis XVI a donné son heure de gloire, bien qu’à l’accession au trône de ce roi en 1774, ce style avait déjà triomphé depuis de nombreuses années.

## Le style Transition et Louis XVI
Le goût pour l’Antiquité était largement diffusé par un flot continu de publications, des séries entières consacrées à la Grèce ancienne, à l’Italie, et des études archéologiques. Il était inévitable que le gracieux style rococo devait succomber à un tel assaut. En 1770, à l’heure où Madame du Barry inaugurait son nouveau Château de Louveciennes – chef-d’œuvre du style Louis XVI – il était évident que le style Louis XV était passé de mode, en tout cas à Paris, et cela bien avant la mort du roi qui lui a donné son nom.
À l’évidence, le changement de style ne s’opéra que de manière progressive, que ce soit du point de vue morphologique ou décoratif. Une période de transition, dans ce cas une décennie, fut en effet nécessaire à l’assimilation et au perfectionnement des nouveaux principes. Comme toujours, l’ornement suivit en premier alors que les lignes et la structure restaient tributaires du goût ancien. Quand la transition du Louis XV au Louis XVI se fut achevée, le mobilier était toutefois entré dans l’ère de l’orthogonalité et des courbes circulaires ou elliptiques, ces dernières supplantant les courbes sinueuses du rococo. Un piètement composé d’éléments fuselés et droits remplaça les pieds galbés du Louis XV. La grâce et la beauté résidaient dans la perfection des proportions, l’harmonie de toutes les parties et la division des surfaces en panneaux et leur encadrement. Toutefois, même sous le règne de Louis XVI, quelques pièces archaïques, appartenant au style dit Transition, n’avaient pas définitivement renoncé aux formes du rocaille, principalement aux pieds galbés, visibles sur un grand nombre de sièges, commodes, petites tables de tous genres, notamment à usage féminin. En outre, le passage du style Louis XV au style Louis XVI est marqué par la pérennité des extraordinaires qualités techniques développées par les ébénistes parisiens sous le règne du Bien-Aimé. À vrai dire, il restait peu à découvrir dans ce domaine et nous le verrons en étudiant brièvement les œuvres de plusieurs grands noms de l’ébénisterie de l’époque. En effet, les mêmes bois étaient utilisés, indigènes ou exotiques ; l’acajou, en particulier, était l’objet d’une véritable ferveur. Ainsi, de simples placages d’acajou étaient adoptés pour couvrir les bâtis des commodes et recevaient des ornements en bronze doré. Les dessus de marbre conservaient leur prestige et étaient spécialement choisis en fonction de leur couleur.
Bien que le mobilier du Premier Empire diffère grandement de celui caractéristique du Louis XVI, les deux styles sont fondés sur le même principe, à savoir l’imitation de l’Antiquité. Toutefois, étant donné que la société des années 1760 et jusqu’à la Révolution était tout aussi épicurienne que celle de la première moitié du XVIIIe siècle, les créateurs du style Louis XVI appliquèrent ce principe avec une considérable discrétion et un respect pour le goût national. Sous le règne de Louis XVI, l’Antiquité demeure ainsi une mode ; l’Antiquité est revisitée selon les exigences françaises de confort et de convenance. Par conséquent, même si un œil peu exercé peut facilement faire la différence entre des pièces Louis XV et Louis XVI, une certaine affinité existe entre les deux styles. Le style Louis XVI se caractérise ainsi par une simplicité raffinée, une élégance contenue et une précision agrémentée d’une abondance d’ornements gracieux et délicats. Jamais avant dans l’histoire du mobilier français, les ébénistes n’avaient fait montre d’une telle finesse dans l’exécution des détails. Ils surent faire preuve d’un goût très assuré dans le choix des motifs décoratifs, assez riches pour alléger l’aridité des formes orthogonales, toujours dans les limites imposées par une modération assumée. Un trait incomparable du Louis XVI réside dans la minutie du traitement des ornements par les sculpteurs et surtout par les travailleurs du bronze. En effet, la qualité des montures de bronze – de véritables bijoux – fait davantage penser au travail d’un orfèvre qu’à celui d’un fondeur-ciseleur. Parmi les motifs les plus courants, souvent hérités de l’architecture antique, il convient de citer les denticules, les frises d’acanthe, de chêne ou de perles, les entrelacs, les rubans, les chapelets et les lancettes.
Aussi empruntés au vocabulaire antique et intégrés au mobilier sont les pilastres, consoles et balustres. L’élément de loin le plus important sont les colonnes, soit détachées, soit plus fréquemment engagées, avec chapiteau, fût tourné et cannelé, situées aux angles des commodes et autres pièces de mobilier.
Le style Louis XVI se distingue par une pléiade d’ébénistes célèbres, de Jean-Henri Riesener à Adam Weisweiler. Plusieurs d’entre eux, comme Claude-Charles Saunier, Leleu et Riesener, commencèrent leur carrière sous le règne de Louis XV. Riesener (1734-1806) faisait partie de cette nébuleuse d’artisans allemands venus chercher fortune à Paris au XVIIIe siècle. Après l’avènement de Louis XVI, ils vinrent en nombre encore plus important qu’avant, espérant obtenir les faveurs de la reine Marie-Antoinette. Le mécénat accordé à des ébénistes comme Guillaume Beneman, Weisweiler et Schwerdfeger montrent que leurs espoirs ne furent pas vains. Riesener, comme la plupart des ébénistes originaires du pays rhénan, excellait dans la création de pièces présentant des systèmes de verrouillage complexes et aux mécanismes étudiés, qui devaient connaître un apogée sous le règne de Louis XVI.
Martin Carlin est également un parfait représentant de la charmante manière du style Louis XVI, faite d’élégance raffinée et de grâce. Ses exquises montures de bronze se déclinent en de minuscules motifs stylisés, tels les rangs de perles, en guirlandes de fleurs naturalistes ou, typiques de son art, en rangs à motif de draperies. Adepte des meubles à transformation de taille réduite, il produisit nombre de petites tables très appréciées à l’époque, combinant les fonctions de table à ouvrage, de table à écrire et de table-liseuse. Le style Louis XVI se caractérise également par la combinaison de riches matériaux et Carlin, comme un grand nombre de ses contemporains, possédait à la perfection la maîtrise technique que nécessitait le travail de ces divers matériaux, comme les panneaux de mosaïques de marbre, de laque, de marqueterie ou encore des plaques de porcelaine de Sèvres, généralement peintes de bouquets de fleurs.

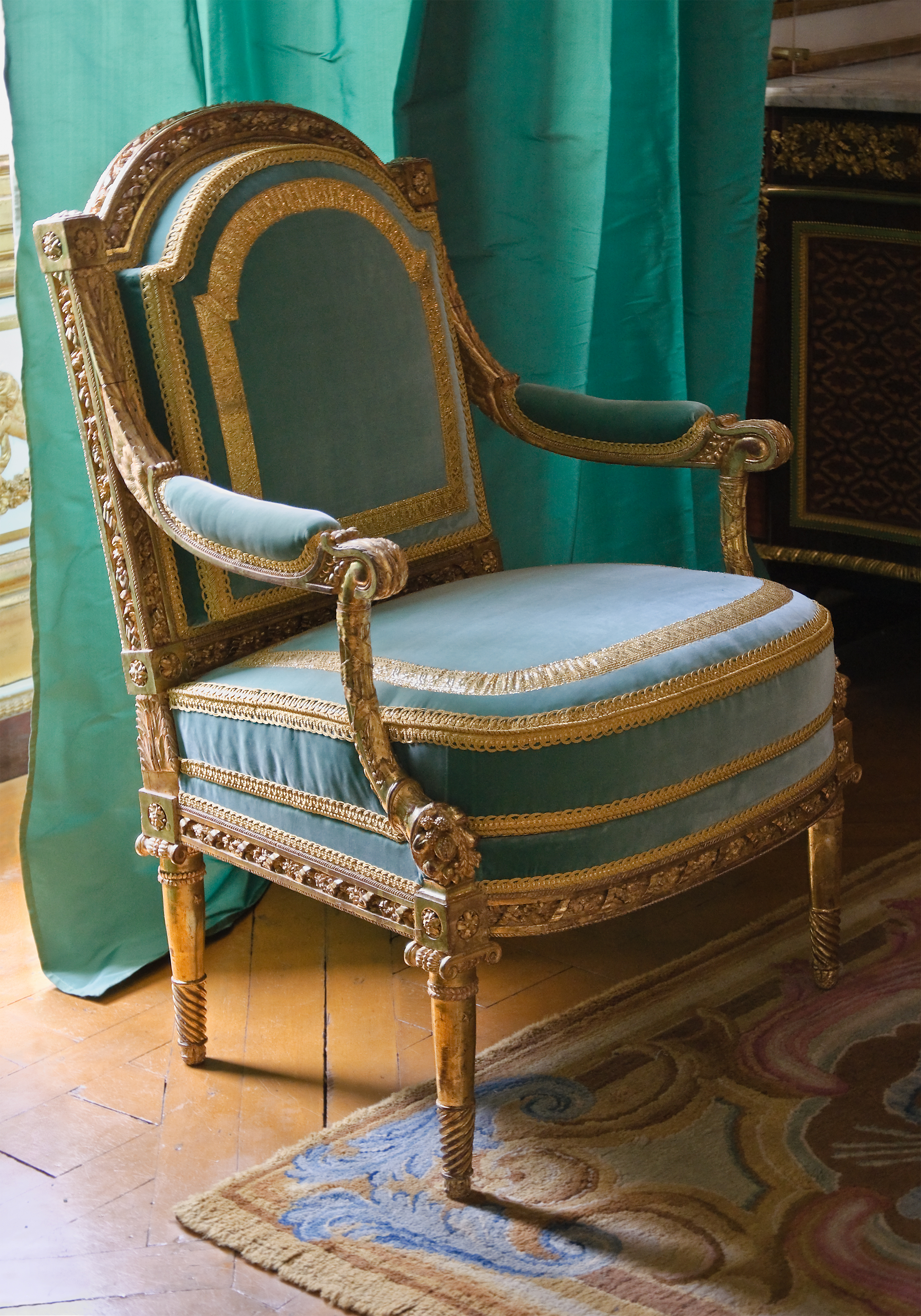
Fauteuil de Georges Jacob pour le Cabinet doré de Marie-Antoinette, petit appartement de la reine, château de Versailles.

Les sièges de style Louis XVI sont généralement plus anguleux que ceux appartenant au style précédent, et par conséquent moins confortables, en tout cas en apparence. D’un autre côté, ils présentent plus de variété dans la forme et l’ornement. La différence majeure entre un siège Louis XV et un siège Louis XVI réside dans le fait que le premier ne possède pas une seule ligne droite, alors que le deuxième est au moins constitué d’un piètement rigoureusement droit. En raison de l’influence architecturale, les sièges Louis XVI sont également caractérisés par des éléments très clairement séparés les uns des autres par des joints de raccordement visibles, alors qu’un siège Louis XV est composé de courbes continues qui s’épousent sans le moindre obstacle et sans la moindre séparation. Le dossier du siège Louis XVI est simplement mouluré ou sculpté de motifs dérivés des modèles antiques. Il peut présenter un certain nombre de formes différentes et, quand il est légèrement concave en plan, il est dit en cabriolet. Les dossiers en forme de médaillon ou de forme rectangulaire sont particulièrement caractéristiques du style. Un grand nombre présente des formes carrées. D’autres possèdent des montants droits ou légèrement obliques avec une traverse supérieure en forme d’anse de panier. Au sommet des pieds figure généralement un dé de raccordement – un renforcement nécessaire – situé en ceinture et souvent orné de deux côtés par une rosace.
Sous le règne de Louis XVI, l’art du siège atteignit un très haut niveau d’excellence. En tant que sculpteurs, des menuisiers comme Boulard, Jean-Baptiste Lelarge, Louis Delanois, Jean-Baptiste-Claude Séné et d’autres encore, apportèrent beaucoup à la finition de leurs œuvres. Georges Jacob (1739-1814), l’un des plus grands sculpteurs sur bois du XVIIIe siècle, créa et exécuta un grand nombre de sièges. Son travail montre l’évolution du goût du Louis XVI à l’Empire.
À cette époque, les lits étaient presque tous munis d’un dais. Les types les plus fréquents sont les lits à la polonaise avec un ciel en forme de dôme et le lit à la duchesse assorti d’un dais de forme rectangulaire fixé au plafond. Les dossiers des lits, dans la plupart des cas, reproduisent les formes de ceux des sièges ; ils sont rectangulaires ou en forme d’anse de panier.
En ce qui concerne les tables, la période ne se distingue pas par une grande inventivité par rapport à la précédente. L’athénienne constitue toutefois un type nouveau pour l’époque. La profusion de ce type, mais également de cassolettes, brûle-parfum, guéridons et jardinières, représente un apport considérable du style Louis XVI qui se prolongera jusqu’à la fin de l’Empire.
Les élégants secrétaires et bureaux déjà connus sous le règne de Louis XV demeurent en faveur. Étant donné que les meubles conçus pour s’intégrer de manière harmonieuse dans un cadre décoratif précis correspondent à une idée qui reste dominante sous le règne de Louis XVI, des pièces comme des commodes, bas d’armoires et encoignures furent produites en grande quantité. En matière de décorations, la façade des commodes Louis XVI est souvent encore pensée comme une unité, à savoir que la division entre les tiroirs, loin d’être marquée, est le plus souvent cachée. En ce qui concerne les poignées de tirage, celles-ci sont très fréquemment constituées d’un anneau à motif de couronne et disposé sur une plaque circulaire parfois ornée d’une rosace. Dérivé de la commode, un nouveau type de meuble fait son apparition, la desserte, qui ne retient de son modèle que les tiroirs en ceinture. Le nombre des tablettes formant étagères et leur arrangement varient considérablement d’une pièce à l’autre ; certains modèles possèdent en guise de fond un grand miroir. À l’instar des commodes de la même époque, les dessertes sont généralement plaquées d’acajou et ornées de bronzes dorés.
Une nouveauté introduite par le style Louis XVI est la présence d’une galerie ajourée en laiton encadrant le dessus de marbre de nombre de tables, de bonheurs du jour, de chiffonnières à cinq tiroirs ou plus et de vitrines.
À l’approche de la fin du règne, autour de 1785, le mobilier amorce une nouvelle évolution qui tend à se distancer du pur style Louis XVI. En effet, et ceci est particulièrement vrai pour les pièces de grand luxe comme les consoles et les commodes produites pour les appartements royaux, une certaine ressemblance commence à se faire jour, principalement dans la monumentalité des formes, avec le style Louis XIV. Le représentant le plus important de cette nouvelle tendance est incontestablement Guillaume Beneman. Mais au-delà de son travail très original, d’autres ébénistes firent des copies conformes de pièces Louis XIV. Ainsi les imitations des somptueux meubles de Boulle, avec leur marqueterie de métal et d’écaille, produits par Montigny, Levasseur, Séverin et d’autres encore.
Au lieu de rappeler les fastes du Grand Siècle, certaines pièces appartenant à cette période anticipent déjà les styles Directoire et Empire. Les tables guéridons, dont les formes suivent celles des tripodes pompéiens de très près, sont clairement en avance sur le reste du mobilier produit à cette époque. Ce style nouveau est plus consciemment archéologique dans ses manifestations que le pur style Louis XVI. Toutefois, jusqu’à la Révolution, l’austérité de cette tendance archéologique fut largement tempérée par la grâce des sentiments. L’ébéniste dont les compositions et les ornements sont les mieux représentatifs de ce style pompéien est Adam Weisweiler, l’un des ébénistes les plus appréciés de son temps.

## Le style Directoire
Tirant son nom du Directoire, de 1795 à 1799, ce style ne forme pas une entité indépendante, mais doit être défini comme un phénomène de transition, faisant le lien entre les styles Louis XVI et Empire. En un mot, c’est un style qui relève à la fois du Louis XVI finissant et des prémices de l’Empire.
Déjà sous le règne de Louis XVI, un mouvement prônant une imitation plus fidèle des modèles antiques avait vu le jour ; ce n’est cependant qu’avec l’Empire qu’il atteignit sa pleine maturité. Si la Révolution de 1789 ne fut pas à l’origine d’un changement radical dans le domaine du mobilier, elle permit tout de même d’accélérer le mouvement, celui-ci répondant précisément au goût des révolutionnaires pour les idéaux républicains des sociétés de l’Antiquité.
Nombre de pièces appartenant au style Directoire prolongent la tradition classique du Louis XVI, mais avec un traitement plus sévère. À cette époque friande d’allégories de toutes sortes, les emblèmes révolutionnaires envahissent le mobilier, le décor mural et les textiles. Parmi ceux-ci figurent ainsi le bonnet phrygien (Liberté), les niveaux à bulle (Égalité), les mains jointes (Fraternité), les pics (Liberté), l’œil inscrit dans un triangle (Raison), les trois ordres de la nation soit la croix (clergé), l’épée (noblesse) et la pelle sommée du bonnet phrygien (tiers état), etc.
Le mobilier se devait d’être la copie conforme de pièces mises au jour par les fouilles de Pompéi, ou s’inspirer de représentations figurant sur des vases antiques ou des bas-reliefs.
David, le célèbre peintre, fit plus pour l’établissement de ce nouveau goût que nul autre. Il dessina une série de pièces – copies plus ou moins exactes de modèles gréco-romains – et donna l’ordre à Jacob de les produire à son attention en 1789 ou 1790. Parmi ces fameuses pièces, figuraient des sièges en acajou de forme curule avec piètement en X, inspiré du klismos grec, et le gracieux lit de repos aux lignes pures sur lequel David représenta Madame Récamier.
La Révolution eut pour conséquence la suppression des corporations de métiers en 1791. Cela signifia que les règles grâce auxquelles les corporations avaient contrôlé la formation des artisans, leur apprentissage et leur compagnonnage, furent abolies et que rien n’entravait plus la libre production de biens ouvragés, quel que soit le métier concerné. Les arts du luxe, comme la production de mobilier, commencèrent ainsi à décliner à partir de cette date, exception faite du mobilier de prestige exécuté sous le Premier Empire par des artisans ayant conservé les traditions d’excellence issues des règnes des trois Louis.
Le décor intérieur le plus célébré des dernières années de la République appartenait incontestablement à Madame Récamier. À la pointe de l’évolution stylistique, cet ensemble était dû au génie de deux hommes, Charles Percier et Pierre-François-Léonard Fontaine, les fameux ornemanistes.
Exécutés en acajou, sièges et lits de repos, aux larges courbes rappelant de manière très convaincante leurs modèles grecs, sont souvent remarquables dans leur traitement raffiné et archéologiquement documenté. D’autres types de meubles de cette époque arboraient souvent des ornements extravagants, à la fois archéologiques et symboliques, comme les glaives romains, la foudre de Jupiter, des pieds d’animaux crochus et des museaux de lions.
Après la campagne d'Égypte de Napoléon, à laquelle prirent part un grand nombre de scientifiques, écrivains et archéologues, la France et l’Europe furent en proie à l’égyptomanie la plus virulente. Parmi les observateurs figurait l’architecte et archéologue Dominique Vivant Denon (1747-1825) qui profita de son séjour en Égypte pour rassembler la matière d’un livre, Le Voyage dans la basse et la haute Égypte, publié en 1802. Cet ouvrage capital, très vite connu pour ses descriptions et ses planches reproduisant des sphinx et pylônes, contribua très largement à la diffusion d’ornements de type égyptien. En effet, peu de temps après sa publication, nombre de pièces d’inspiration égyptienne firent leur apparition dans les collections de dessins de Percier et Fontaine.
Par le Coup d'État du 18 brumaire, Napoléon établit le Consulat et devint lui-même Premier Consul. Cet acte marqua le début de son rôle dans l’évolution artistique, bien qu’il n’accéda au trône qu’en 1804. Dès 1799, une de ces préoccupations fut de reconstituer une nouvelle cour ; pour donner à celle-ci un cadre digne, il occupa des palais déjà existants, mais qu’il souhaita remeubler de manière à évoquer ses propres accomplissements et son régime. Dans ce but, il employa Percier et Fontaine, ardents défenseurs du goût antique, qui redécorèrent Saint-Cloud, les Tuileries, le Louvre et d’autres appartements palatiaux dans un style caractéristique de cette époque marquée par d’importantes conquêtes militaires. C’est donc au cours du Consulat que le style érudit et archéologique qui allait être celui du Premier Empire vit le jour. Le décor intérieur multiplia ainsi les symboles liés à la guerre et les figures de la victoire aux ailes déployées et aux drapés flottants ; plus tard, vinrent les emblèmes impériaux, comme les aigles. À l’évidence, l’art grec, sobre et simple, ne parvenait pas à rendre ce que le pouvoir impérial souhaitait exprimer de grandeur et d’héroïsme. Le style de Napoléon alla donc chercher ses modèles dans l’art massif et pompeux de la Rome antique.
Peu nombreuses sont les pièces de mobilier auxquelles on donna de nouvelles formes avant l’Empire. Dans le domaine du siège, deux types très fréquents sont discernables et, à l’instar tous les sièges Directoire, leurs pieds postérieurs, de section carrée, présentent une courbure en forme de sabre. Ceux-ci sont ensuite prolongés par les montants du dossier ; ce trait spécifique est le premier élément que l’on remarque dans les imitations du klismos grec et ne manque pas d’élégance. Des deux types de siège Directoire, le premier est encore proche du style Louis XV. Le dossier, légèrement concave, possède des montants évasés formant des angles plus ou moins prononcés avec la traverse supérieure. Le deuxième possède quant à lui un dossier renversé en crosse, à la manière du klismos. Communes aux deux types sont les formes des pieds antérieurs, toujours tournés et fuselés ; les accoudoirs se terminent en pommeaux, volutes ou sont à angle droit et ornés, au raccordement avec le dossier, d’une palme ou d’une coquille sculptée. Les supports d’accotoir sont en forme de balustre ou de colonnes ; parfois, comme c’est le cas pour l’un des fauteuils de Madame Récamier, les supports adoptent la forme d’un sphinx ailé ou un motif similaire. L’ornement sculpté, peu tourmenté à cette époque, se décline en marguerites, étoiles, soupières – un type de vase antique –, des filets en relief ; le losange, complet ou à angles rabattus, est l’un des motifs Directoire les plus fréquemment répétés.
La pièce de mobilier la plus célébrée du Directoire est sans doute le lit de repos, d’inspiration grecque. Il se caractérise par des dossiers renversés, soit de dimensions identiques, comme celui rendu célèbre par le portrait de Madame Récamier peint par David, soit de tailles légèrement inégales, alors que les pieds peuvent être en toupie ou affecter la forme gracieusement courbe des pieds postérieurs des sièges. Le lit en bateau, typique de l’Empire, fit son entrée avant le début du Premier Empire. En ce qui concerne les commodes et le mobilier destiné à servir de support à l’écriture, ceux-ci présentent essentiellement un prolongement du style Louis XVI, simplement traité avec plus de gravité.

## Le style Empire

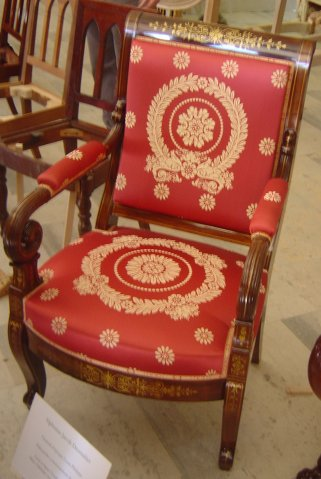
Chaise empire de Georges Alphonse Desmalter

Le style Empire, qui survécut environ dix ou quinze années à la fin de la grande époque du Premier Empire (1804-1814), a très clairement, à l’instar du style Louis XVI, son prédécesseur, l’antique comme source d’inspiration. Seule différence, l’Empire en est la stricte application, alors que le Louis XVI n’en était que le reflet. L’Empire est simple, sévère, guère intime, ni cordial ou confortable. La qualité des bois utilisés dans l’ameublement revêt une importance capitale : pour qu’il soit beau, il doit être superbe. En effet, il apparaît massivement et avec peu d’ornements. Les bronzes de leur côté, isolés au sein de grands panneaux de bois, doivent être d’excellente composition, bien sculptés et ciselés.
Percier et Fontaine peuvent être définis comme les créateurs du style Empire officiel ; ils surent rendre dans leurs dessins cette époque marquée par la fierté nationale et l’enthousiasme guerrier. Le style de meubles qu’ils développèrent, caractérisé par de larges surfaces austères délimitées par des lignes droites, à motifs de palmes grecques dorées, de couronnes de laurier ou de victoires ailées aux drapés fluides, était particulièrement bien adapté au goût de la France impériale. Plus tard, en 1814, quand cette période exaltée laissa la place à la restauration des Bourbons – dépouillés de leur splendeur d’antan – et au règne de la bourgeoisie, le style perdit en quelque sorte sa raison d’être. Il continua cependant d’être en vigueur, sans pour autant convaincre.
Les connaissances que l’on possédait de l’Antiquité à l’époque de l’Empire venaient principalement de l’étude de modèles classiques représentés sur des bas-reliefs, sur des vases et décorations murales. Par conséquent, Percier et Fontaine furent conscients qu’il était pratiquement impossible d’être en tous points fidèle à une Antiquité rigoureuse, étant donné qu’il était nécessaire d’adapter ce que l’on trouvait aux besoins de l’époque.
Si le style Louis XVI avait déjà éliminé la plupart des éléments courbes, l’Empire signa leur éradication. Les supports précédemment circulaires furent ainsi souvent remplacés par des éléments de section carrée, comme les pilastres. On trouve encore des colonnes sur certaines pièces, mais elles sont généralement détachées de manière à clairement laisser voir les angles droits des meubles. Les colonnes sont lisses, cylindriques ou légèrement coniques, avec chapiteau et base en métal. L’usage des moulures, qui donne du relief au meuble le plus simple, fut presque entièrement abandonné. Le style se définit par une silhouette simple, mais découpée de manière nette. Les angles sont pointus et précis ; toute tentative d’arrondir un élément est mal vue. L’usage de bases et de socles lourds accentue par ailleurs la monumentalité des pièces. Aucun autre style n’attache tant d’importance à la symétrie.
L’ébéniste français sut reconnaître la nécessité de décorer les larges surfaces plates en acajou de montures de bronze doré représentant une série de créatures fantastiques. Partout ce n’est que sphinx ailés, lions et chimères de toutes sortes, ces dernières souvent à tête d’aigle, employées en tant que pieds de table ou support d’accotoir. On employa même des cygnes en tant que support d’accotoir ou comme accoudoir, leur corps formant piètement et leurs ailes l’accoudoir. Les bronzes sont remarquables par l’ingénieuse symétrie de leur composition, la clarté de leurs lignes, par l’effet qu’ils produisent sur un fond sombre, mais surtout par leur ciselure et dorure, dont Thomire est l’un des maîtres incontestables. Pratiquement tous les motifs de bronzes sont empruntés au répertoire antique gréco-romain ou égyptien. Une multitude d’éléments sont rassemblés à partir d’autels, de tombes, des décorations murales de Pompéi et même d’orfèvreries romaines, ainsi les têtes antiques, les cornes d’abondance, la foudre de Jupiter, le trident de Neptune, le caducée de Mercure, le thyrse de Bacchus, les casques, lampes, tripodes, cratères, amphores, torches ailées et instruments de musique. À ces motifs, il convient encore d’ajouter les emblèmes de la victoire, de la guerre et de l’Empire, ceux du monde animal ainsi que ceux du monde des fleurs, comme la marguerite, très appréciée.
En matière de sièges, de nombreuses nouvelles combinaisons de lignes et de formes furent tentées ; la variété est donc grande. Les silhouettes sont systématiquement plus lourdes et rigides que celles en vigueur sous le Louis XVI. Les lignes sont larges et simples, mais guère toujours droites, comme on peut le constater dans le cas des dossiers renversés dont le profil ressemble à un S allongé, des sièges en forme de gondole dont le dossier est constitué d’un demi-cylindre rejoignant les pieds antérieurs par une courbe concave, et des accoudoirs sans console qui se terminent par une large volute ouverte reposant directement sur le sommet des pieds carrés en gaine typiques du style Empire. Autre type apprécié, le siège de forme curule avec ses supports gracieusement courbes en X. La grande majorité des sièges produits sont en acajou. Certains spécimens particulièrement ambitieux sont enrichis de montures en bronze ; d’autres possèdent, en imitation du bronze, des éléments en bois doré.
Sous l’Empire, les lits présentent de toutes nouvelles formes dérivées de l’antique. Souvent placés dans des alcôves richement drapées, ils sont censés être vus de côté. On les appelle lit en bateau. Chevet et pied du lit sont composés de dossiers de dimensions identiques, agrémentés d’une volute ou d’un enroulement, qui s’élargissent dans la partie basse. Les lits Empire sont généralement accompagnés d’un dais en forme de dôme fixé à la paroi.
En matière de tables, que celles-ci soient de massives tables de salle à manger ou de petits guéridons, la grande majorité est circulaire, très vraisemblablement à l’imitation des tables grecques et romaines. Les dessus sont, si possible, en marbre. Si les pieds ne sont pas en forme des colonnes à chapiteaux et bases en bronze, les dessus sont supportés par une constellation extraordinaire de figures étranges. Les consoles sont pratiquement toujours rectangulaires, le fond entre les montants souvent recouverts d’une glace. La table de toilette Empire possède un dessus rectangulaire, la plupart du temps en marbre, un tiroir en ceinture contenant les instruments nécessaires à la toilette, et des supports soit en forme de lyre soit en X. Deux légers montants droits, partant du dessus, munis de bras de lumière, accueillent un miroir pivotant. La toilette est généralement accompagnée d’un lavabo constitué d’un tripode imité de l’antique supportant une cuvette.
Secrétaires à abattant, bureaux à cylindre, bonheur du jour, commodes, armoires et bibliothèques à hauteur d’appui, demeurèrent à la mode. Le salon Empire ne serait toutefois pas complet sans deux instruments de musique dont la vogue était considérable, à savoir la harpe, si typique de la période, et le pianoforte, une nouveauté rare et chère avec ses pédales souvent en forme de lyre.
Le style Empire, qui embrassa toute l’Europe, est le dernier des grands styles classiques – connu comme la grande époque de la dynastie d’ébénistes des Jacob – et marqua la fin de l'âge d'or de l’ébénisterie française. Ajoutée à la disparition du système corporatif, l’introduction autour de 1814, même dans une modeste mesure, de la production industrielle contribua encore à faire baisser le niveau qualitatif de la production artisanale. Le XIXe siècle signa ainsi, conséquence de l’industrialisme, le début de la production de masse et initia le mouvement de redécouverte et d’imitation des styles anciens qui marquera si durablement l’art de l’ébénisterie.

## Le styleXIXesiècle
Ce siècle n'a pas de style unifié, on s'y réfère par commodité.
Sous les règnes de Louis XVIII (1814-1824) et de Charles X (1824-1830), le style Empire demeura en vigueur. Quelques-unes des meilleures pièces attribuables à ce style dit Restauration appartiennent au domaine du siège et de la table. Typiques sont les sièges gondole, les sièges à dossier renversé ou concave, les accoudoirs en double volute et les pieds sabre. Les tables légères avec piètement en forme de lyre ou en X sont généralement d’un dessin agréable. En matière de commodes et autres pièces similaires, les formes Empire demeurent en vigueur, lourdes et massives. Ajoutés à l’acajou, des bois plus clairs, comme l’érable et le citronnier, étaient très appréciés. On abandonna la marqueterie proprement dite au profit des incrustations ; ainsi l’amarante pouvait apporter un contraste saisissant à un fond clair et vice versa. Ce procédé remplaça en grande partie l’usage d’appliquer des bronzes sur les meubles. À dire vrai, la plupart des incrustations reproduisent, simplifiées, les dessins des bronzes Empire.Le style dit Charles X survécut à la fin du règne du monarque qui lui a donné son nom, déposé à la Révolution de Juillet (1830). 
Le règne de son successeur, Louis Philippe (1830-1848), également de la maison des Bourbons, vit une évolution singulière des styles dans laquelle se mêlèrent l’Empire, le gothique, la Renaissance et le baroque Louis XIV avec une prédilection pour la marqueterie Boulle. Toutefois, autour de 1840, peut-être plus tôt déjà, c’est particulièrement le style Louis XV, étroitement associé au Louis-Philippe Ier, qui connut une vogue sans équivalent, caractérisé par des piètements exagérément galbés, des sculptures grossières et une décoration excessive.
Plus tard, de 1852 à 1870, sous le Second Empire, l’ébénisterie, à l’instar de toute la production postérieure au Premier Empire, ne présenta pas un style unifié, mais un réseau intéressant d’imitations diverses inspirées du culte voué aux traditions artisanales passées de la France. Les pièces les plus intéressantes révèlent un travail de qualité, comme celui d’un Fourdinois qui travailla pour Napoléon III et l’élite de la société. Le Second Empire se caractérise par des meubles souvent très ostentatoires et ornés, mais aussi d’une étonnante variété et vitalité. Le désir de luxe est très clairement visible dans les rembourrages capitonnés décorés de franges qui ne laissent aucune trace du bois des châssis. Tard dans le XIXe siècle, un mouvement visant à libérer le mobilier des styles traditionnels du passé et à créer un nouveau style, se cristallisa dans l’Art Nouveau, proposant une nouvelle approche « naturaliste » de l’art, avec pour principale source d’inspiration la nature.

## Le style Art Nouveau
L’Art nouveau est plus ou moins contemporain du mouvement Arts and Crafts et des mouvements modernistes. Le style n’avait pas de credo particulier et prit des chemins très variés. Bien qu’il s’étendit à tous les domaines de l’activité artistique, il appartient avant tout aux arts décoratifs. Tout comme le mouvement Arts and Crafts, il eut l’avantage de faire revivre l’artisanat ; l’Art Nouveau est véritablement le style du concepteur individuel, s’appuyant sur le travail de l’homme et non sur celui de la machine. Alors même que ce mouvement international se répandait et obtint un réel succès en tant que style de l’avant-garde, il reçut une légion de noms différents selon le pays qui l’adoptait, chaque nom suggérant une visée légèrement différente, mais tendant à définir un même but, à savoir l’expression d’une réalité organique.
Au début du phénomène en France, la désignation la plus commune était simplement style moderne. Toutefois, à partir de décembre 1895, à l’ouverture de la Maison de l’Art Nouveau au 22 de la rue de Provence à Paris, premier magasin de Samuel Bing, natif de Hambourg, qui s’était jusque-là surtout intéressé à l’art japonais, le mouvement reçut définitivement son appellation Art Nouveau. Bien que les Français donnèrent au style une coloration propre, le reste des pays touchés par le phénomène adoptèrent bientôt le terme d’Art Nouveau également, exception faite des pays germanophones qui demeurèrent fidèles au nom de Jugend.
L’Art nouveau, en vigueur entre 1895 et 1905, connut son point culminant autour de 1900 et se situe à la charnière entre l’historicisme et l’émergence du mouvement moderniste ; fruit d’une réaction sociale d’envergure, l’Art Nouveau marque la fin d’une époque et le début d’une ère nouvelle. Les innovateurs s’écartèrent résolument des sentiers battus et, jetant des bases nouvelles, ils se libérèrent de la tradition et se lancèrent dans une quête consciente de la nouveauté, dont les dérives ne manquèrent pas d’extravagance.
Sans conteste, la contribution la plus importante de l’Art Nouveau dans le domaine de la décoration intérieure fut de rétablir la notion d’unité dans la conception des intérieurs. Si une certaine attitude anti-historique prévalait largement, la recherche d’unité est donc également un trait fondamental de l’Art Nouveau. Toutefois, le style n’échappe pas à certains parallèles avec la tradition, en particulier gothique, rococo et baroque ; le gothique servit ainsi de modèle théorique, le rococo d’exemple dans l’application de l’asymétrie et le baroque de source d’inspiration en matière de conception plastique des formes. De son côté, l’art coloré du Japon, par son traitement hautement linéaire des volumes, contribua également massivement à l’émancipation de l’Art Nouveau de l’asservissement à la symétrie des ordres grecs.
Le bois prenait des formes étranges et le métal, à l’imitation des entrelacements fluides de la nature, devint tortueux. En effet, en fin compte, le style est très largement basé sur l’observation de la nature, non seulement en ce qui concerne l’ornement, mais aussi d’un point de vue structurel. Des lignes vitales, sensuelles et ondoyantes, irriguent la structure et en prennent possession. Chaises et tables semblent être modelées dans une matière à la mollesse caractéristique. Partout où cela est possible, la ligne droite est bannie et les divisions structurelles sont cachées au bénéfice de la ligne continue et du mouvement. Les plus belles réussites de l’Art Nouveau, au rythme linéaire marqué, relèvent clairement d’une harmonie qui les rapprochent de l’ébénisterie du XVIIIe siècle.
En France, l’Art Nouveau se déclina en deux écoles, l’une à Paris autour de Samuel Bing et son magasin, la deuxième à Nancy sous la conduite d’Émile Gallé (1846-1904). C’est à Nancy que les affinités entre rococo et Art Nouveau apparaissent de la manière la plus convaincante. Moins fascinant, mais faisant partie des personnalités artistiques les plus en vue de l’époque, Louis Majorelle (1859-1926) est clairement le deuxième chef de file du courant Art Nouveau à Nancy. Le point fort de Gallé était les travaux d’incrustation, variant beaucoup les motifs, allant du végétal aux inscriptions littéraires à contenu symbolique. Typique de la production de ce maître est la transformation d’éléments structurels en tiges ou en branches se terminant en fleurs. Contrastant avec l’école de Nancy, l’Art Nouveau parisien est plus léger, plus raffiné et austère. Les motifs d’inspiration naturelle présentent un degré de stylisation plus grand, parfois même une certaine abstraction, et apparaissent de manière marginale.
Le mouvement de rejet dont l’Art Nouveau fut assez rapidement victime s’explique par l’attention portée par les artistes à l’ornement. Étant intimement convaincus de la nécessité de l’ornement, ils cherchèrent une forme susceptible de l’accueillir. Progressivement, cependant, ils abandonnèrent ce style et cherchèrent à promouvoir une nouvelle tendance, à la suite de la prise de conscience que la solution au problème stylistique du XIXe siècle, posé par l’arrivée de nouveaux matériaux et des changements sociaux radicaux, résidait dans des principes de nature structurelle, à savoir dans la simplicité des formes et dans l’acceptation des matériaux et des procédés de production en tant que tels. C’est ainsi que les problèmes d’ordre décoratif furent relégués au second plan et que les recherches formelles prirent de nouvelles voies.

## Le Modernisme
Le mouvement moderniste, à l’instar de la plupart des mouvements qui l’ont précédé, vit le jour en réponse à un certain type de problèmes bien définis, notamment de la protestation contre ce qu'il considérait comme l’intolérable laideur des intérieurs du XIXe siècle. Il supprima sans hésitation tout ornement, permit l’avènement de formes nouvelles et porta une attention particulière aux matériaux et à l’utilisation franche de ceux-ci. Les objets datant de cette époque se font ainsi l’expression d’un nouveau mode de penser et de ressentir.
Quelques designers, sensibles aux potentialités du XXe siècle et aux merveilles de l’industrie moderne, partagèrent le sentiment que le design industriel et les produits fabriqués par la machine pouvaient représenter, de la même manière que les techniques traditionnelles, une expression artistique valable en soi. Parallèlement à cette croyance dans les bienfaits de la machine, ces designers préconisaient un design de pure perfection classique et prêchaient la simplification, l’élimination des éléments décoratifs et la préservation des qualités inhérentes aux matériaux naturels.
Dans les années qui précédèrent la Première Guerre mondiale, les designers devinrent de plus en plus conscients des défis posés par une société industrialisée et de la beauté de certains travaux d’ingénieurs, comme la Tour Eiffel. La guerre entraîna un changement radical dans la vie des gens et changea leur mode de pensée. Par conséquent, autour de 1920, une nouvelle et très puissante synthèse des idéaux modernistes vit le jour et se développa au sein d’un certain nombre de groupes d’artistes avant-gardistes, que ce soit aux Pays-Bas, en Allemagne ou en France. En 1919, une école révolutionnaire ouvrit ses portes en Allemagne sous la direction de Walter Gropius, destinée à enseigner de nouvelles méthodes de design expérimentales pour la machine. Cette école célèbre reçut le nom de Staatliches Bauhaus. Les étudiants y étaient encouragés à explorer les matières et les procédés industriels, à expérimenter librement et de manière hardie, sans jamais perdre de vue la finalité de leur démarche ; la forme devait donc être tributaire de la fonction, la création de l’usage.
Un des grands innovateurs du mobilier en métal chromé est Ludwig Mies van der Rohe, qui succéda à Walter Gropius à la tête du Bauhaus. Sa Barcelona chair, aux lignes pures, est devenue un classique. Elle est comme le résumé de l’œuvre de Mies : économie, beauté des proportions et extrême précision.
Ce fut à cette époque que le fonctionnalisme, surtout d’inspiration allemande, eut sa brève heure de gloire, géométrique et pur dans son design, abstrait et rationnel. Il était inévitable en effet qu’une réaction se fasse contre la froide simplification des formes des années 1920 qui n’admettait le confort que subordonné aux notions abstraites de pure beauté.
En France un quart de siècle avait passé depuis l’Art Nouveau et les Français réalisèrent que le temps était venu de se conformer aux exigences et aux conditions de la société de l’époque, d’harmoniser les arts décoratifs avec les goûts de celle-ci et avec les principes de l’architecture. Le résultat de cette prise de conscience fut l’Exposition des Arts Décoratifs qui ouvrit ses portes sur la rive droite de la Seine en 1925. Le mobilier exposé reprenait en gros les idéaux du classicisme français, mais réinterprétés en accord avec la nouvelle philosophie du XXe siècle, un nouvel état d’esprit.
Jacques-Émile Ruhlmann, dont le travail exerça une large et bénéfique influence sur l’ensemble de la décoration intérieure en France, fut l’un des premiers à concevoir et à réaliser des œuvres entièrement rationnelles d’un point de vue structurel, trouvant leur beauté principalement dans l’harmonie générale et l’équilibre des lignes. Une telle conception du mobilier nécessitait toutefois des matériaux et une exécution de toute première qualité. Ruhlmann en avait parfaitement conscience. Il appréciait particulièrement les bois exotiques – macassar, ébène, amarante – et les incrustations d’ivoire, qu'il mélangeait adroitement.
Les progrès liés au mouvement moderniste sont clairement visibles dans le domaine des sièges ; ceux-ci révèlent l’esprit de l’époque plus qu’aucun autre type de mobilier. Si le siège a toujours été, peut-être par nécessité, la reine incontestée du mobilier domestique, la première moitié du XXe siècle en a fait un objet plus important encore dans le cadre de ses intérieurs simples et de ses meubles encastrés. Le design des sièges a ainsi fait preuve d’une grande fantaisie, présentant des silhouettes agréables, un degré de portabilité, de durabilité et de confort encore jamais atteint.